# Rijn-Hessen (streek)

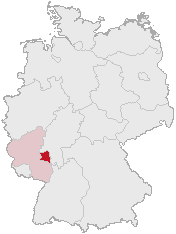
Rheinhessen in donkerrood

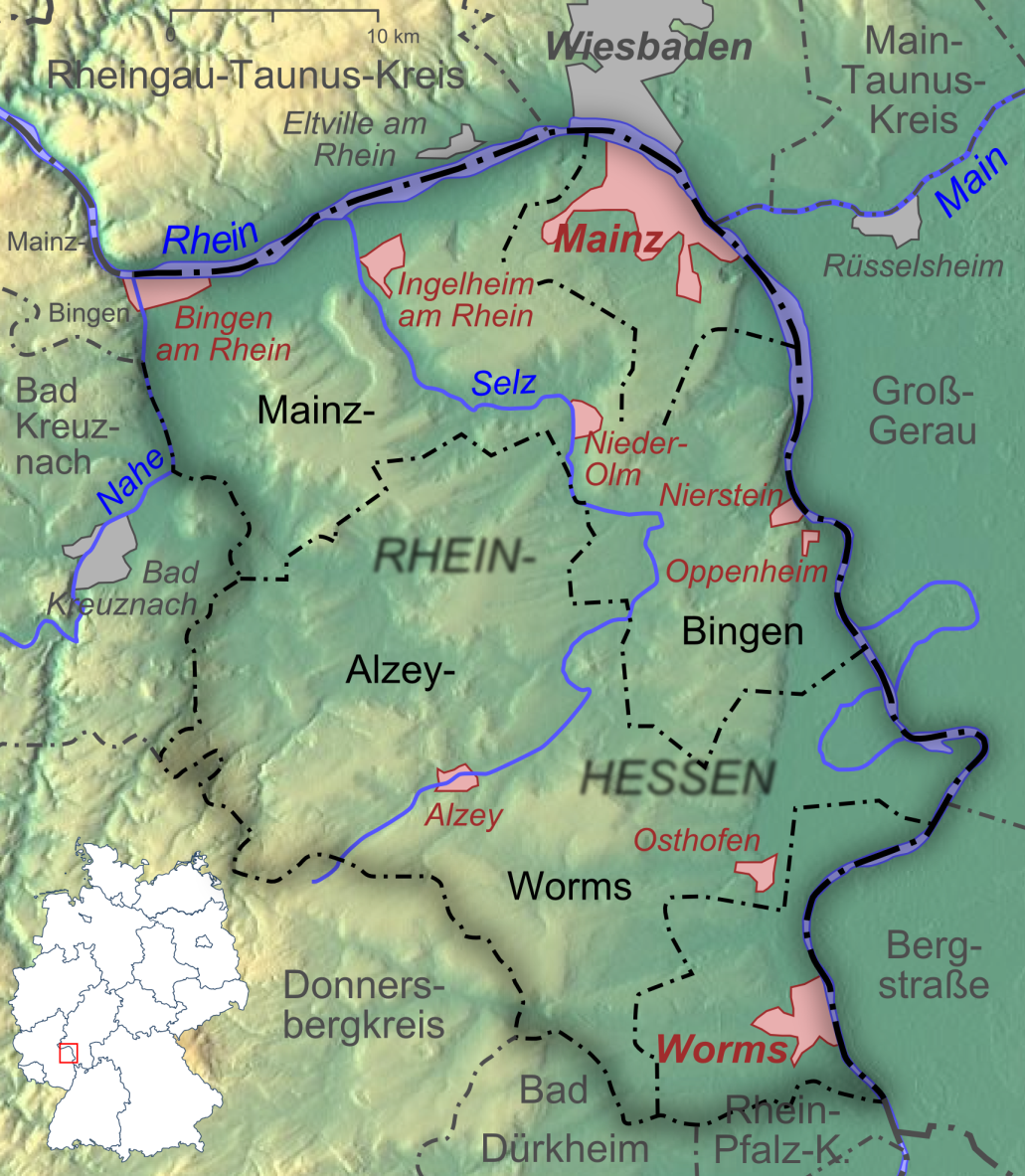
Rheinhessen

Rijn-Hessen (Duits: Rheinhessen) is een streek in Rijnland-Palts. Het is een heuvelachtig gebied met veel wijngaarden. De voornaamste steden zijn Worms en Mainz.

## Geschiedenis
De naam van de streek is een gevolg van het Congres van Wenen in 1815, waar Lodewijk I, de groothertog van Hessen-Darmstadt, dit gebied aan de linker-Rijnoever toegewezen kreeg. In ruil voor dit nieuwe territorium moest hij het voormalige hertogdom Westfalen en het graafschap Wittgenstein afstaan aan Pruisen. Vanwege zijn bezittingen aan de Rijn noemde Lodewijk zich sinds 7 juli 1816 groothertog van Hessen en aan de Rijn en kreeg dit deel van zijn land de naam Rijn-Hessen. 
Rijn-Hessen was dus tussen 1816 en 1919 als de provincie Rijn-Hessen een deel van het groothertogdom Hessen en vervolgens tot 1937 van de volksstaat Hessen. Na de Tweede Wereldoorlog verdeelden de geallieerden het land en kozen ze natuurlijke grenzen als grenzen van de bezettingszones. Ze hielden beperkt rekening met historische indelingen, waardoor de streek niet opgenomen werd in de huidige deelstaat Hessen, maar in de nieuwe staat Rijnland-Palts.

## Geografische indeling
Rijn-Hessen omvat twee districten (Landkreise) en twee stadsdistricten (kreisfreie Städte); de code erachter is het regionale Duitse voertuigkenteken:
Districten:
- Alzey-Worms: AZ
- Mainz-Bingen: MZ

Steden:
- Mainz: MZ
- Worms: WO

## Wijnbouwgebied
De wijnstreek Rheinhessen is de grootste van Duitsland.